# Saint-Damien-de-Buckland
Saint-Damien-de-Buckland är en socken (municipalité de paroisse) och tätort (centre de population) i provinsen Québec i Kanada. Den ligger i regionen Chaudière-Appalaches, i den sydöstra delen av landet, 400 km öster om huvudstaden Ottawa.